# 建仁の乱
建仁の乱（けんにんのらん）は、鎌倉時代前期、正治3年（1201年）正月23日から建仁元年（2月13日に改元）5月にかけて、城長茂ら城氏一族が起こした鎌倉幕府への反乱。城長茂の乱とも。
正治2年（1200年）正月、梶原景時の変によって源頼朝の寵臣であった梶原景時が滅ぼされると、景時の庇護を受けていた城長茂は変の1年後に上洛し、京において幕府打倒の兵を挙げ、同時期に本領である越後国で甥の城資盛・姉妹の坂額御前ら城一族が反乱を起こすが、いずれも幕府軍によって鎮圧された。

## 背景
城長茂は治承・寿永の乱では惣領家・平家側として戦い、平家滅亡後は梶原景時の仲介によって源頼朝に臣従し、文治5年（1189年）の奥州合戦の功により鎌倉幕府の御家人に列した。頼朝の死から1年後の正治2年（1200年）正月、幕府内紛である梶原景時の変によって庇護者であった景時が滅ぼされると、1年後に長茂は軍勢を率いて上洛する。

## 経過

### 城長茂の挙兵・京
正治3年（1201年）正月23日夜、城長茂は突如三条大路南・東洞院大路東に所在する小山朝政の邸宅を襲撃する。朝政は景時追放の首謀者の一人で、この時大番役で京都守護のため在京していた。当時朝政は不在であり、長茂は朝政邸の郎党らと戦ったのちに留守邸から引き上げ、後鳥羽上皇と土御門天皇がいる仙洞御所の二条東洞院殿に行き、四方の門を閉ざして鎌倉幕府追討の宣旨を要請する。拒否されると長茂らは御所から引き上げ、東山の清水坂あたりに潜伏した。朝政らが軍勢を率いて清水坂に向かうと、既に長茂らの姿はなかった。
2月3日、事態が幕府にもたらされ、鎌倉は諸人群衆し騒動となる。京都守護の要請により、後鳥羽上皇による長茂追討の宣旨が下され、畿内の御家人たちによる捜索が行われ、吉野山方面に潜伏している事が突き止められた。建仁元年（2月13日に改元）2月22日、長茂らは鎌倉勢と戦って敗れ、長茂とその郎党新津四郎以下が吉野の奧で討たれ、5人が捕虜にされた。長茂は討たれる前に出家していたという。
2月25日、長茂とその郎党4人の首は都大路を引き回され、捕虜となった者も斬首された。2月29日、長茂の甥で有力な残党であった城資家・資正兄弟と奥州藤原氏の生き残りで幕府の食客となっていた藤原高衡も追討を受けて誅殺された。高衡は景時の取りなしで幕府の客人となっており、長茂と行動を共にして鎌倉から抜けだし、都に潜伏していたと見られる。
都における長茂の軍事行動が失敗すると高衡は長茂の勢から離脱して父藤原秀衡と親交のあった藤原範季の邸宅に逃げ込んだが、長茂の郎党が範季の唐橋（信濃）小路にある範季邸に押しかけて高衡を連れ出している。城長茂の一味は鎮圧され、梶原景時与党の残党は一掃された。

### 城資盛・越後の反乱
乱は単発では終わらず、同時期の正月下旬に長茂の甥である城資盛と長茂の姉妹で資盛の叔母にあたる坂額御前ら城一族が本国の越後国蒲原の鳥坂城で反乱を起こしていた。越後国守護は佐々木盛綱であったが、頼朝死後の幕府の内紛により、加持荘の地頭を罷免されて上野国碓氷郡に籠居しており、城氏挙兵の絶好の機会であった。資盛は近隣の地頭を攻略し、雪どけの3月に入って北国の武士を集って本格的に戦闘が始まった。
4月2日、城郭を構えて鳥坂城に立て籠もる資盛を、近国の御家人らが襲撃するも、抵抗をうけてことごとく敗北した事が幕府に報告されると、北条時政・大江広元・三善康信入道が参会し、上野国にいる佐々木盛綱に越後国の御家人を招集して城氏討伐にあたるよう飛脚が出された。
4月5日、磯部郷にいた盛綱は即座に出発し、郎党が後から追いかける早さで8日には城氏の勢力圏である鳥坂口に到着した。盛綱は越後、佐渡、信濃国から参じた御家人たちを編成して阿賀野川を渡った。
盛綱は資盛に軍使を使わすと、資盛は鳥坂城の付近で戦闘を行うと返答。資盛の軍勢は1,000人たらずであり、多勢の幕府軍に対して最初から守りの姿勢をとった。
5月はじめに戦闘が開始され、城氏が立て籠もる鳥坂城は帯曲輪に木柵が巡らされ、空堀には逆茂木が立ち並び、城から矢石が飛び、幕府軍は多数死者を出した。その中で盛綱の子佐々木盛季と海野幸氏は先駆けを争って負傷した。犠牲者を出しながらも幕府軍は曲輪に迫った。その際、坂額御前は髪を結い上げ腹巻きを身につけて矢倉の上に立ち、次々に敵を射殺してその腕は百発百中であったという。信濃国の武士藤沢清親によって板額が両股を射られ、倒れたところを捕らえられると、資盛方は敗北し、本城の白鳥城は5月8,9日に陥落した。
その後、資盛は消息不明となり、平維茂以来、越後国で栄えた名族・城氏は滅亡した。

### その後の坂額御前
捕らえられた坂額御前は鎌倉に護送される。6月28日、将軍頼家の所望により、藤沢清親に伴われて大倉御所に引き出されると、無双の勇女を見ようと御家人達が郡参し、人だかりとなる。傷が癒えておらず、気遣いながらの参上であったが、坂額の態度は堂々としてへつらう様子がなく、『吾妻鏡』は勇敢な男子と相対して恥ずかしくない様子であると褒め称えている。顔立ちについては後宮にあってもよいほどだと述べている。翌日、御家人で甲斐源氏の浅利義遠が頼家に坂額の身を預かりたいと申し出る。頼家は「坂額は朝敵であり、それを望むのは思惑があるのではないか」と問うと、義遠は「全く特別な思惑はありません、ただ同心の契りを交わしてたくましい男子をもうけ、朝廷を守り武家をお助けするためです」と答えた。頼家は「この者の顔立ちはよいが、心の猛々しさを思えば誰が愛らしく思うだろうか。義遠の望みは他の人間が好む者ではなかろう」としきりにからかい、義遠の望みを許したという。義遠は坂額を伴って甲斐国に下向した。